# Andrei Samochwalow
Andrei Wiktorowitsch Samochwalow (kasachisch Андрей Викторович Самохвалов; * 10. Mai 1975 in Ust-Kamenogorsk, Kasachische SSR) ist ein ehemaliger kasachischer Eishockeyspieler, der in seiner Karriere unter anderem fünf Jahre für den HK Awangard Omsk in der russischen Superliga spielte.

## Karriere
Andrei Samochwalow begann seine Karriere 1990 in der sowjetischen Liga bei Torpedo Ust-Kamenogorsk, für den er ab 1993 in der Internationale Hockey-Liga, der höchsten Spielklasse der GUS-Staaten, spielte. 1996 wechselte er zum HK Awangard Omsk in die neugegründete russische Superliga, wo er fünf Jahre auf dem Eis stand. Weitere Stationen waren die russischen Vereine Metallurg Nowokusnezk, Salawat Julajew Ufa, HK Spartak Moskau, HK MWD Twer, mit dem er 2005 Meister der Wysschaja Liga wurde, Torpedo Nischni Nowgorod, mit dem ihm 2007 der gleiche Erfolg gelang, und Chimik Woskressensk. Bei keinem dieser Klubs stand er aber mehr als zwei Jahre unter Vertrag. Zum Abschluss seiner Karriere spielte er von 2007 bis 2010 für den HK Chimwolokno Mahiljou in der belarussischen Extraliga.

### International
2006 wurde Samochwalow in die kasachische Nationalmannschaft berufen und nahm an den Olympischen Winterspielen 2006 teil, nachdem er bereits zuvor beim Olympiaqualifikationsturnier für diese Spiele zum kasachischen Kader gehört hatte. Zudem spielte er für Kasachstan bei den C-Weltmeisterschaften 1995 und 1996 sowie bei der B-Weltmeisterschaft 1999. Nach der Umstellung auf das heutige Divisionensystem stand er für seine Farben bei den Weltmeisterschaften der Top-Division 2004 und 2006 sowie der Division I 2009 auf dem Eis.

## Erfolge und Auszeichnungen
- 2005 Meister der Wysschaja Liga und Aufstieg in die Superliga mit dem HK MWD Balaschicha
- 2007 Meister der Wysschaja Liga und Aufstieg in die Superliga mit dem Torpedo Nischni Nowgorod

### International
- 1996 Aufstieg in die B-Gruppe bei der C-Weltmeisterschaft
- 2009 Aufstieg in die Top-Division bei der Weltmeisterschaft der Division I, Gruppe A